# Белв'ю (Небраска)
Белв'ю (англ. Bellevue) — місто (англ. city) в США, в окрузі Сарпі штату Небраска. Населення — 64 176 осіб (2020).
Назва походить від французьких слів, що означають «прекрасний вигляд». Засноване у 1830 році і було першою столицею штату.

## Географія
Місто розташоване за 12 км на південь від Омахи на березі річки Міссурі. Розташоване на висоті 315 метрів над рівнем моря.
Белв'ю розташований за координатами 41°9′15″ пн. ш. 95°55′58″ зх. д. / 41.15417° пн. ш. 95.93278° зх. д. (41.154293, -95.932838).  За даними Бюро перепису населення США в 2010 році місто мало площу 41,50 км², з яких 41,06 км² — суходіл та 0,44 км² — водойми.

## Демографія
Згідно з переписом 2010 року, у місті мешкало 50 137 осіб у 19 142 домогосподарствах у складі 13 371 родини. Густота населення становила 1208 осіб/км².  Було 20591 помешкання (496/км²).
Расовий склад населення:
| - 81,5 % — білих - 6,0 % — чорних або афроамериканців - 2,3 % — азіатів - 0,7 % — корінних американців - 0,2 % — вихідців з тихоокеанських островів - 5,4 % — осіб інших рас |

До двох чи більше рас належало 3,9 %. Частка іспаномовних становила 11,9 % від усіх жителів.
За віковим діапазоном населення розподілялося таким чином: 26,4 % — особи молодші 18 років, 62,1 % — особи у віці 18—64 років, 11,5 % — особи у віці 65 років та старші. Медіана віку мешканця становила 34,8 року. На 100 осіб жіночої статі у місті припадало 96,9 чоловіків;  на 100 жінок у віці від 18 років та старших — 94,0 чоловіків також старших 18 років.
Середній дохід на одне домашнє господарство  становив 69 987 доларів США (медіана — 57 719), а середній дохід на одну сім'ю — 79 292 долари (медіана — 68 533). Медіана доходів становила 45 823 долари для чоловіків та 34 828 доларів для жінок. За межею бідності перебувало 11,3 % осіб, у тому числі 18,7 % дітей у віці до 18 років та 4,7 % осіб у віці 65 років та старших.
Цивільне працевлаштоване населення становило 26 927 осіб. Основні галузі зайнятості: освіта, охорона здоров'я та соціальна допомога — 21,9 %, роздрібна торгівля — 12,2 %, науковці, спеціалісти, менеджери — 11,0 %.